# Coccorchestes
Coccorchestes este un gen de păianjeni din familia Salticidae.

## Specii[1]
- Coccorchestes aiyura
- Coccorchestes biak
- Coccorchestes biroi
- Coccorchestes blendae
- Coccorchestes buszkoae
- Coccorchestes clavifemur
- Coccorchestes fenicheli
- Coccorchestes ferreus
- Coccorchestes fluviatilis
- Coccorchestes gambeyi
- Coccorchestes giluwe
- Coccorchestes gressitti
- Coccorchestes hamatus
- Coccorchestes hastatus
- Coccorchestes huon
- Coccorchestes ifar
- Coccorchestes ildikoae
- Coccorchestes inermis
- Coccorchestes jahilnickii
- Coccorchestes jimmi
- Coccorchestes kaindi
- Coccorchestes karimui
- Coccorchestes mcadami
- Coccorchestes missim
- Coccorchestes otto
- Coccorchestes piora
- Coccorchestes quinquespinosus
- Coccorchestes rufipes
- Coccorchestes sinofi
- Coccorchestes sirunki
- Coccorchestes staregai
- Coccorchestes suspectus
- Coccorchestes szentivanyi
- Coccorchestes taeniatus
- Coccorchestes tapini
- Coccorchestes triplex
- Coccorchestes vanapa
- Coccorchestes waris
- Coccorchestes verticillatus
- Coccorchestes vicinus
- Coccorchestes vogelkop